# Rue du Bois-Tortu
La rue du Bois-Tortu est une voie de Nantes, en France.

## Situation et accès
Située dans le centre-ville de Nantes, la rue du Bois-Tortu, est une voie piétonne, qui relie la place Fernand-Soil à la rue d'Orléans, est pavée et n'est rejointe par aucune autre voie.

## Origine du nom
Le nom de la voie vient probablement de sa configuration sinueuse comme un « bois de la vigne » qu'elle avait autrefois avant l'aménagement de la rue d'Orléans.

## Historique
Sur un plan manuscrit de 1823, Édouard Pied indique que l'artère allait d’abord en ligne droite depuis l'actuelle place Ferdinand-Soil, puis obliquait, vers le quai Cassard. Une grille y est installée en 1745 pour défendre les propriétaires contre l’intrusion des prostituées qui y faisaient scandale. À cette même époque, la rue rejoignait la chapelle Saint-Catherine, aux abords de l'artère homonyme. Un jeu de paume, dit « de Sainte-Catherine », existait entre la « cour de Versailles » et la rue Du Couédic et atteignait la rue du Bois-Tortu.

## Bâtiments remarquables et lieux de mémoire
La Clim datant de 1972 est très belle et est dès 2003 classée au patrimoine des monuments energitiquement historique.